# Roary
Roary (eng. Roary the Racing Car) britanska je animirana serija koja se emitirala od 2007. do 2010. Autor je David Jenkins, a ideju je razvio Keith Chapman. Producirali su je Chapman Entertainment i Cosgrove Hall Films.
Serija ima 4 sezona i sve ukupno 104 epizoda od po 10 minuta.
Roary je crveni trkaći automobil koji s drugim trkaćim automobilima, ljudima i životinjama doživljava mnoge avanture.

## Likovi
- Roary
- Maks (Maxi)
- Mimi (Cici)
- Faca (Drifter)
- Kvrga (Tin Top)
- Majstor Niko (Big Chirs)
- Maša (Marsha)
- Munja (Flash)
- Krtek (Molecom)
- Gazda Carburatti (Mr. Carburettor)
- Farmer Eko (Farmer Green)
- Pluger (Plugger)
- Fredi (FB)
- Heli (Hellie)
- Prikolica Nikolica (Rusty)
- Zippee
- Magarac Mago (Dinkie)
- Roko (Breeze)
- Mamma Mia
- Oliver (James)
- Policajac Pero (PC Pete)
- Nick

## Uloge
- Pripovjedač – Dubravko Sidor
- Roary, Mamma Mia – Ana Marija Bokor
- Maks, Farmer Eko, Nick  – Marko Jelić
- Mimi, Maša – Zrinka Kušević
- Faca, Munja, Gazda Carburatti, Policajac Pero  – Matija Tonković
- Kvrga, Krtek, Fredi, Heli – Ante Odić (1. – 2. sezona) Mario Huljev (3. – 4. sezona)
- Majstor Niko, Pluger – Đani Stipaničev
- Roko, Mama Niko – Gloria Šoletić
- Oliver, Loada – Mario Huljev
- Prikolica Nikolica – Domagoj Vorerger
- Pjevači tematskih pjesama: Đani Stipaničev i Jadranka Krištof